# Ferdy Aston

a Compétitions nationales et continentales officielles uniquement.

b Matchs officiels uniquement.
Fitzmaurice Thomas Drake Aston, plus connu comme Ferdy Aston, né le 18 septembre 1871 à Cheltenham et mort le 15 octobre 1926 à Durban, est un joueur de rugby à XV qui a joué avec l'équipe d'Afrique du Sud évoluant au poste de centre ou d'ailier.

## Biographie
Ferdy Aston joue avec le Transvaal en Currie Cup. Il dispute son premier test match le 30 juillet 1896 contre les Lions britanniques. Il joue son dernier test match contre les Lions britanniques le 5 septembre 1896. Il participe donc à la série perdue trois tests à un des Springboks qui voit la première victoire des Sud-Africains sur les Lions britanniques. Il est sélectionné à trois reprises comme capitaine avec les Springboks. Il n'est pas le capitaine le 5 septembre au Cap au Newlands Stadium, pour la victoire 5-0. Aston meurt à Durban en 1926.

## Statistiques en équipe nationale
- 4 test matchs avec l'équipe d'Afrique du Sud
- 3 fois capitaine
- Test matchs par année : 4 en 1896